# Helen Aitchison
Frances Helen Aitchison (6 de diciembre de 1881 - 26 de mayo de 1947) fue una tenista nacida en Sunderland que compitió en los Juegos Olímpicos de Verano de 1912.
En 1912 ganó la medalla de plata junto a su pareja Herbert Barrett en la competición de dobles mixtos bajo techo. También participó en el evento de individuales bajo techo, pero fue eliminada en los cuartos de final.

## Antecedentes
Aitchison nació en Sunderland en 1881, la hija mayor del constructor naval James Aitchison y su esposa Mary, de Grange Terrace, luego The Cedars. Compitió en los Campeonatos del Condado de 1907 con tres de sus hermanas, Alice, Kathleen y Sibyl, ayudando a Durham a derrotar a Middlesex 5-4.
Aitchison participó por primera vez en el Campeonato de Wimbledon en 1909, a la edad de 27 años, ganando el título no oficial de dobles femeninos con su compañera Agnes Tuckey. También compitió en 1910, 1911, 1913 y 1914, llegando a tres semifinales y dos cuartos de final en individuales femeninos. En 1913 ganó el título individual en el Campeonato Mundial de Tenis en Pista Cubierta en Estocolmo, derrotando a Kate Gillou en la final en sets corridos. Su éxito en los Juegos Olímpicos de Estocolmo en 1912 la convirtió en la primera persona de Sunderland en convertirse en medallista olímpica.
En Epsom en 1914 se casó con John Leisk.